# Асбери-Лейк (Флорида)
Асбери-Лейк (англ. Asbury Lake, Florida) — статистически обособленная местность, расположенная в округе Клей (штат Флорида, США) с населением в 2228 человек по статистическим данным переписи 2000 года.

## География
По данным Бюро переписи населения США, статистически обособленная местность Асбери-Лейк имеет общую площадь в 9,32 квадратных километров, из которых 8,81 кв. километров занимает земля и 0,52 кв. километров — вода. Площадь водных ресурсов округа составляет 5,58 % от всей его площади.
Статистически обособленная местность Асбери-Лейк расположена на высоте 10 м над уровнем моря.

## Демография
По данным переписи населения 2000 года, в Асбери-Лейк проживало 2228 человек, 698 семей, насчитывалось 799 домашних хозяйств и 817 жилых домов. Средняя плотность населения составляла около 239,06 человек на один квадратный километр. Расовый состав населённого пункта распределился следующим образом: 97,31 % белых, 0,31 % — чёрных или афроамериканцев, 0,81 % — коренных американцев, 0,67 % — азиатов, 0,67 % — представителей смешанных рас, 0,22 % — других народностей. Испаноговорящие составили 1,44 % от всех жителей статистически обособленной местности.
Из 799 домашних хозяйств в 30,7 % воспитывали детей в возрасте до 18 лет, 80,0 % представляли собой совместно проживающие супружеские пары, в 5,4 % семей женщины проживали без мужей, 12,6 % не имели семей. 10,1 % от общего числа семей на момент переписи жили самостоятельно, при этом 5,1 % составили одинокие пожилые люди в возрасте 65 лет и старше. Средний размер домашнего хозяйства составил 2,79 человек, а средний размер семьи — 2,98 человек.
Население статистически обособленной местности по возрастному диапазону по данным переписи 2000 года распределилось следующим образом: 22,5 % — жители младше 18 лет, 5,9 % — между 18 и 24 годами, 23,9 % — от 25 до 44 лет, 35,5 % — от 45 до 64 лет и 12,2 % — в возрасте 65 лет и старше. Средний возраст жителей составил 44 года. На каждые 100 женщин в Асбери-Лейк приходилось 101,8 мужчин, при этом на каждые сто женщин 18 лет и старше приходилось 98,3 мужчин также старше 18 лет.
Средний доход на одно домашнее хозяйство статистически обособленной местности составил 65 476 долларов США, а средний доход на одну семью — 70 278 долларов. При этом мужчины имели средний доход в 47 000 долларов США в год против 30 167 долларов среднегодового дохода у женщин. Доход на душу населения статистически обособленной местности составил 65 476 долларов в год. 4,2 % от всего числа семей в населённом пункте и 3,8 % от всей численности населения находилось на момент переписи населения за чертой бедности, при этом 2,2 % из них были моложе 18 лет и 4,9 % — в возрасте 65 лет и старше.